# ポンカン
ポンカン（椪柑、凸柑）はミカン科ミカン属の柑橘類の一種。インド北部の原産で、日本へは明治時代に入った。果実は200グラム内外で芳香があり、皮がむきやすく、果肉もやわらかい。
田中長三郎は独立種 Citrus poonensis としたが、ウォルター・テニソン・スウィングルはマンダリンオレンジ Citrus reticulata に含め、変種とした。

## 名称
和名の中の「ポン」、および、変種名もしくは種小名 poonensis は、インドの地名プーナ (Poona) に由来する。当てられた漢字「椪」は単独では、タブノキ属 Machilus の1種 Machilus nanmu、もしくは国訓でクヌギを意味するが、音による当て字である。
中国語では「蘆柑」（ルーガン、拼音: lúgān）と称するが、中国の主産地である福建省、広東省や台湾で用いられている閩南語や潮州語では漢字で「椪柑」と書き、「ポンカム、phòng-kam」と発音するため、日本語は閩南語の音に拠っているという説もある。

## 特徴
果重1個の重さは150 - 250グラム (g) で、完熟すれば橙色となり独特の芳香を有する。外皮はむきやすく、果肉を包む内皮は柔らかいので袋のまま食べられる。果梗部にデコが現われやすい。12 - 2月にかけて収穫される。

## 栽培
原産地はインドのスンタラ地方といわれ、東南アジア諸国、中国南部、台湾南部、日本などで広く栽培され、ブラジルにも一部分布している。日本には明治期に台湾から伝わった。
日本での主産地は愛媛県、鹿児島県、高知県、宮崎県、熊本県など。「太田」、「森田」、「吉田」、「今津」などの品種がある。日本では生産量が少なく、台湾からの輸入が多い。
日本における2010年の収穫量は2万7698 トンであり、その内訳は、愛媛県34%、鹿児島県16%、高知県9%、宮崎県7%、熊本県6%、その他28%である。また、静岡県、和歌山県も生産が多い。
本種は果実中の水分が少なくなって、砂瓤（房の中の粒粒）がパサパサになる「鬆上がり」（すあがり）現象を起こしやすく、商品価値を下げないために、果実を長い間木に成らしておかないようにする必要がある。長い間木に成らしておくことは、果皮と果肉の間に隙間ができる「浮き皮果実」の原因にもなる。早期に摘み取る早生系統の品種の方がこれらの現象が少ない。

### 日本の主な産地
産地は柑橘類の中でも、特に温暖な地域に限られる。特に鹿児島県が全国一の産地として知られたが、近年では愛媛県に大きく差を開けられている。
- 静岡県
  - 静岡市、松崎町、浜松市（旧浜松市、旧三ヶ日町）
- 和歌山県　…串本町（旧古座町）や太地町は本州最北端のポンカン産地としてPRしており、くろしおぽんかんとしてブランド化。
  - 田辺市、日高川町（旧川辺町）、串本町（旧古座町）、太地町
- 愛媛県　…収穫量国内１位。特に鹿児島県とは収穫量で大きく差をつけている。宇和島市は日本一のポンカン産地となっている。
  - 宇和島市（旧吉田町、旧宇和島市）、西予市（旧明浜町）
- 高知県　…収穫量国内３位。東洋町が一大産地として知られる。
  - 東洋町、土佐清水市、須崎市
- 熊本県　…天草諸島が一大産地。
  - 天草市（旧本渡市、旧牛深市）、宇城市（旧三角町）、苓北町
- 大分県
  - 佐伯市、津久見市、大分市
- 宮崎県
  - 日南市、宮崎市（旧南郷町）、串間市
- 鹿児島県　…収穫量国内２位で、県全域に産地が分布する。特に屋久島はポンカンの一大産地であったが、害虫侵入による出荷規制などにより大きく収穫量を落としている。一方で、産地ではより地の利を生かした《より温暖な気候条件が求められるため、生産地が限定されるため》タンカン生産にシフトしている。
  - いちき串木野市（旧市来町）、肝付町（旧高山町）、屋久島町（旧屋久町）

## 品種
ポンカンには果実が腰高で大果の高梢系と、果実がやや扁平で小果で種の少ない低梢系がある。一般的には高梢系ポンカンの方が収穫時期が早いとされるが、低梢系でも太田ポンカンのように収穫時期の早い品種もある。日本の主要なポンカン品種は台湾から導入されたものが多い。

### 高梢系ポンカン
- 吉田ポンカン：鹿児島県垂水市の園地で発見。大果で、鬆上がりが少ない。
- 今津ポンカン：愛媛県北宇和郡吉田町の園地で発見。愛媛県の代表品種。大果で、糖度が高い。
- 薩州ポンカン：鹿児島県果樹試験場において、F-2428系ポンカンの珠心胚実生個体の中から選抜された。果実の大きさは中程度だが、糖度が高く、鬆上がりや水腐れが吉田ポンカンよりも少ない。

### 低梢系ポンカン
- 太田ポンカン：静岡市清水区庵原町の園地で発見された早生品種。酸抜けが早いため、収穫時期が早く年内の出荷が可能。
- 森田ポンカン：高知県須崎市浦ノ内の園地で発見。小果でポンカンの中では酸味が強く、味が濃厚。また貯蔵性も良い。
- 興春ポンカン：農研機構興津試験場にてポンカンの珠心胚実生個体より選抜。小果だが、糖度が高く、鬆上がりも少ない。

## 育種親としての利用
「ポンカン」を育種親等とする品種には以下のものがある。
- 「早香（はやか）」：「今村温州」×「中野3号ポンカン」[7]
- 「はれやか」：「アンコール」×「中野3号ポンカン」[8]
- 「不知火（しらぬひ）」：「清見」×「中野3号ポンカン」[9]
- 「陽香（ようこう）」：「清見」×「中野3号ポンカン」[10]
- 「はるみ」：「清見」×「ポンカンF-2432」[11]
- 「せとみ」：「清見」×「吉浦ポンカン」
- 「甘平（かんぺい）」：「西之香」×「ポンカン」

「南津海（なつみ）」は「カラマンダリン」に「吉浦ポンカン」を受粉させ育成されたが、カラマンダリンの珠心胚実生であることがわかっている。

## 栄養価
カリウムや葉酸を多く含む。果皮の白い部分には動脈硬化予防の働きがあるビタミンPを含んでいる。
果肉にはカロテン、ビタミンB1を含むほか、β-クリプトキサンチン、ビタミンC、クエン酸も含む。